# Byszów (obwód iwanofrankiwski)
Byszów (ukr. Бишів) – wieś na Ukrainie, w obwodzie iwanofrankiwskim, w rejonie halickim.
Ludność – 285 osób

W II Rzeczypospolitej wieś w powiecie stanisławowskim województwa stanisławowskiego. W 1944 nacjonaliści ukraińscy z OUN-UPA zamordowali tutaj 30 Polaków.